# Hicham Rhoufir
Hicham Rhoufir (ur. 2 maja 1982 w Rouen) – marokańsko-francuski piłkarz, grający jako bramkarz.

## Klub

### Francja
Zaczynał karierę w Paris FC, gdzie grał do 2008 roku.
1 lipca 2008 roku przeniósł się do Olympique Noisy-le-Sec.
Rok później został zawodnikiem US Quevilly. Miał okazję występować w pucharze Francji.

### CODM Meknès
1 lipca 2011 roku dołączył do CODM Meknès. W tym zespole debiut zaliczył 24 sierpnia 2011 roku w meczu przeciwko Olympique Khouribga (1:1). Zagrał całe spotkanie. Łącznie rozegrał 34 mecze.

### Wydad Fés
1 lipca 2013 roku został zawodnikiem Wydad Fés. W tym klubie debiut zaliczył 15 listopada 2013 roku w meczu przeciwko Chabab Rif Al Hoceima (0:0). Łącznie wystąpił w 5 spotkaniach.
1 sierpnia 2014 roku ogłosił zakończenie kariery.